# Navă cu aripi portante

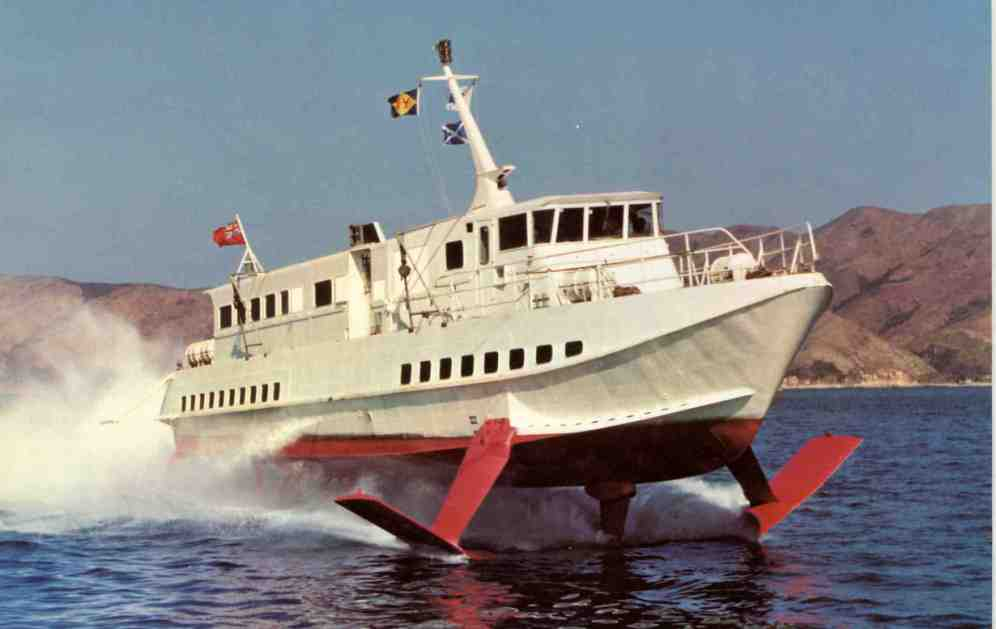
Navă cu aripi portante

Nava cu aripi portante sau hidropter este o navă de dimensiuni relativ mici prevăzută cu o serie de aripi solidarizate de corp prin intermediul unor suporți metalici, situate sub nivelul apei. La o anumită viteză, mărimea portanței creată de aripi depășește greutatea navei și aceasta se ridică la o oarecare înălțime deasupra apei. Aripile și suporții au forme hidrodinamice și secțiuni reduse, în acest fel rezistența lor la înaintare fiind mult diminuată.
În timpul deplasării aripile sunt complet imersate sub apă, iar la viteză maximă numai parțial. Aripile sunt dispuse în tandem la prova și la pupa, acestea din urmă aflându-se întotdeauna în siajul celor de la prova pentru a se reduce și mai mult rezistența la înaintare.
Navele pe aripi portante au de obicei drept propulsoare motoare de avion cu elice sau turbine.

## Istoric
În 1869 francezul Emmanuel Farcot, un inginer autor a numeroase invenții, depune un brevet care descrie o barcă echipată cu două planșe portante orizontale laterale, care se înclinau atunci când prova începea să se ridice.

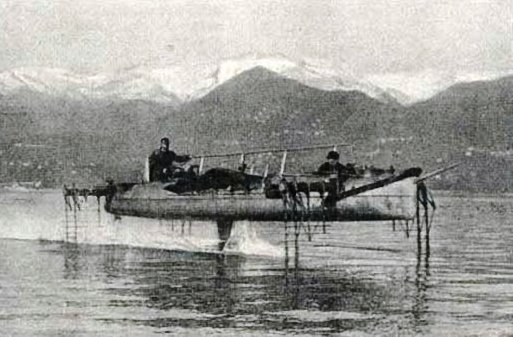
Nava cu aripi portante a lui Forlanini

Primele încercări pentru realizarea unei nave cu aripi portante s-au făcut în anul 1905 când italienii Forlanini și Crocco au creat un hidroscaf cu care au navigat pe lacul Maggiore cu viteza de 70 km/oră.
În anul 1906 americanul William E. Meacham a publicat un articol în revista Scientific American în care descrie principiile de bază ale unei ambarcațiuni pe aripi portante.
Alexander Graham Bell și Casey Baldwin au dezvoltat în 1919 o ambarcațiune pe aripi portante după modelul Forlanini numită Hydrodrome 4 (HD-4), cu care a stabilit recordul de viteză de aproape 60 de noduri (100 km/h), record care a rezistat până în anul 1960.
Inginerul german Hanns von Schertel a lucrat la construcția de nave pe aripi portante înainte și în timpul celui de-al Doilea Război Mondial. După încetarea războiului, deoarece Germania nu a fost autorizată să construiască ambarcațiuni rapide, Schertel a plecat în Elveția, unde a înființat compania Supramar. În 1952, Supramar a lansat prima navă cu aripi portante comercială, PT10 „Freccia d'Oro” („Săgeata de Aur”), pe Lacul Maggiore, aflat între Elveția și Italia. PT10  putea transporta 32 de pasageri cu viteza de 35 de noduri (65 km/h). 
În 1968, Hussain Najadi, un bancher din Bahrain, achiziționează firma Supramar AG și extinde operatiunile în Japonia, Hong Kong, Singapore, Marea Britanie, Norvegia și S.U.A.. 
Din 1952 până în 1971, la Supramar au fost concepute mai mult de 200 de modele de nave cu aripi portante.

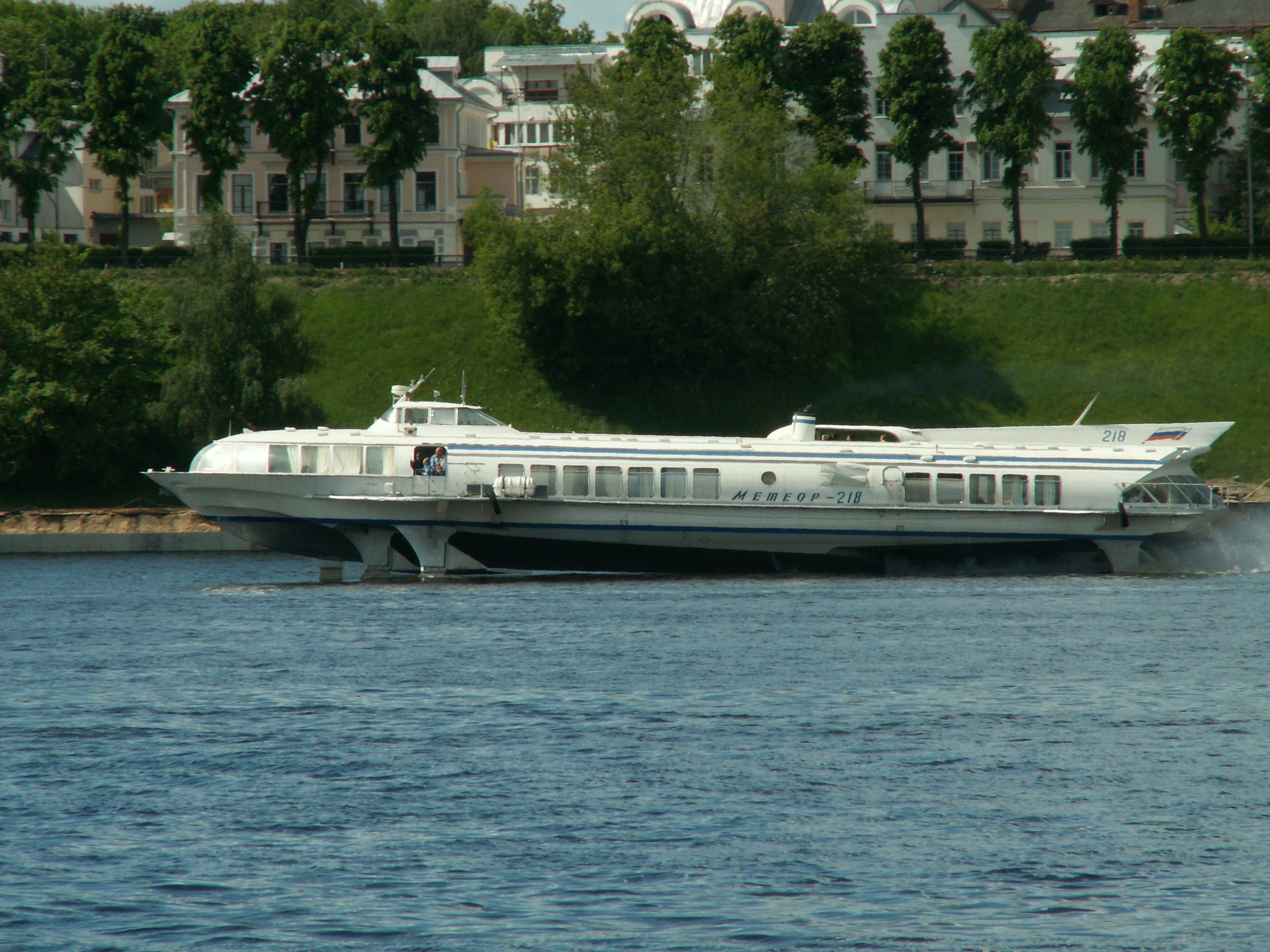
Navă cu aripi portante clasa Meteor

În aceeși perioadă în U.R.S.S., inginerul Rostislav Alexeyev concepe și construiește mai multe tipuri de nave cu aripi portante ce pot să transporte 60-300 de pasageri cu viteze de 60-100 km/oră:
- Raketa - 66 de pasageri și viteză de 75 km/h
- Meteor - 150 de pasageri și 90 km/h
- Sputnic - 300 pasageri și 92 km/h.[2]
- Voshod - 71 pasageri și 60 km/h

Nave de tipul Voshod navighează în prezent pe sectorul Dunării de Jos, pe distanța Tulcea-Sulina.
În prezent sunt în curs de realizare nave cu aripi portante cu deplasamente mari de câteva sute de tone și viteze de peste 20 km/h, în special pentru transport maritim.
În domeniul militar navele cu aripi portante au început să fie utilizate începând cu anii 1970, ca nave de patrulare de coastă sau chiar distrugătoare datorită vitezei mari de reacție și de deplasare.
Marina americană a utilizat nave pe aripi portante de patrulare, cum ar fi cele din clasa Pegasus, din 1977 până în 1993 ce au fost deosebit de eficiente în lupta împotriva traficului de droguri.

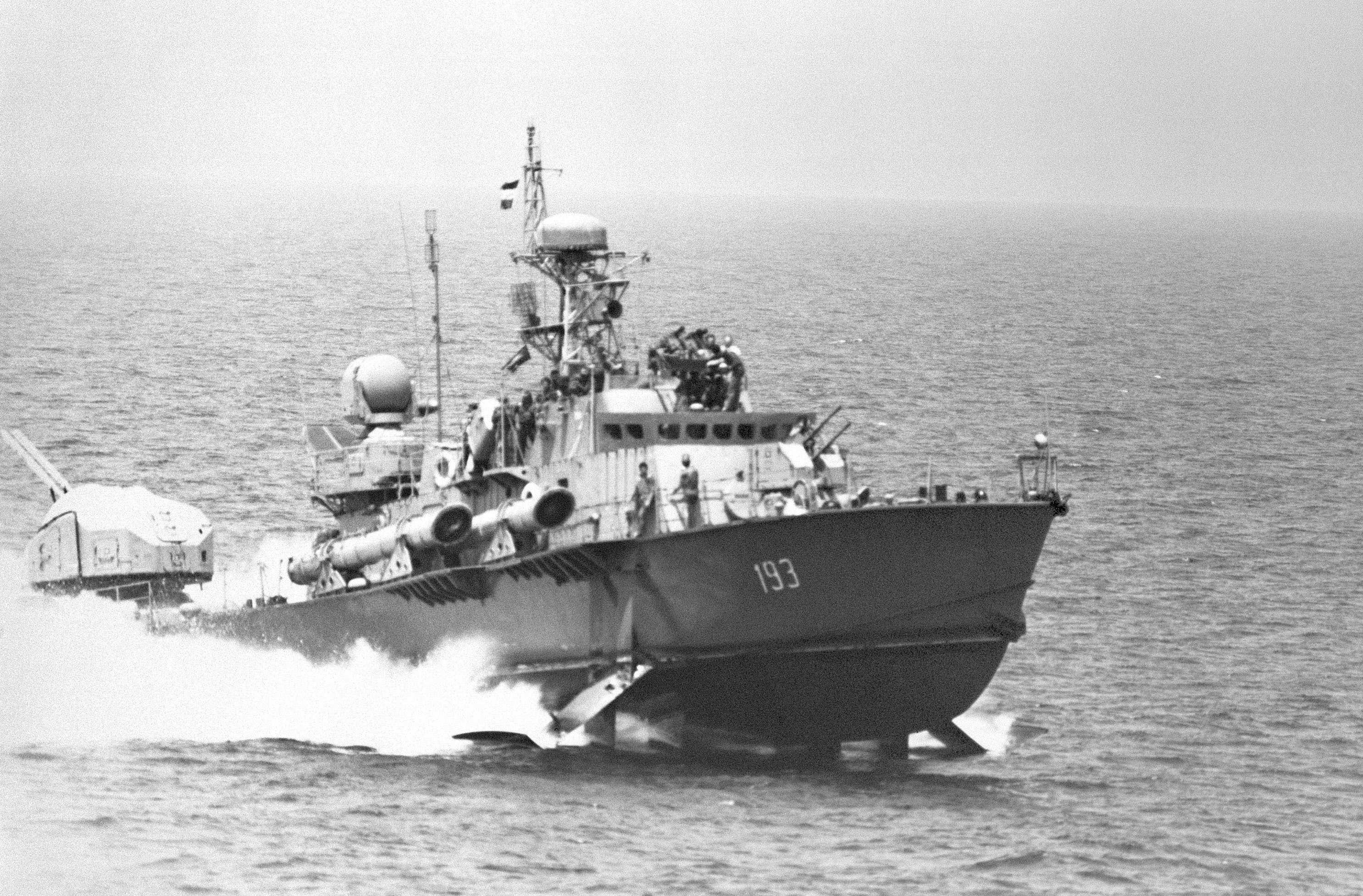
Navă cu aripi portante clasa Turya

U.R.S.S. a introdus în propria flotă mai multe tipuri de nave pe aripi portante în special torpiloare și purtătoare de rachete, multe încă în serviciu și în prezent:
- torpiloare clasa Turya, introduse în 1972
- purtătoare de rachete clasa Matka, introduse în anii 1980
- vedete de patrulare clasa Murayev, introduse în anii 1980
- purtătoare de rachete clasa Sarancha, construite în anii 1970

Marina italiană a folosit șase nave din clasa Sparviero începând cu anii 1970. Acestea erau dotate cu mitraliere de 76 mm și două rachete și erau capabile de viteze de până la 50 noduri (93 km/h). 
Trei nave similare au fost construite pentru Forțele Maritime de Autoapărare a Japoniei.